# Akurojin-no-hi

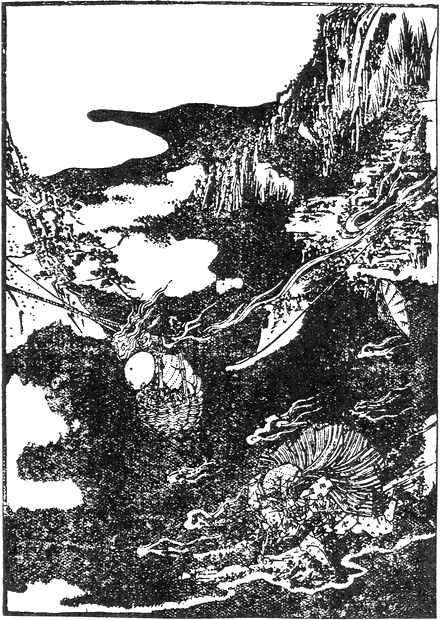
Akurojin-no-hi

Akurojin-no-hi (悪路神の火 fuego del dios del mal camino?) es una llama fantasmal dentro del folclore de la prefectura de Mie. Aparece a menudo en las noches lluviosas, y si las personas que se la encuentran no escapan rápidamente sufren graves enfermedades.